# Bowí
Bowí anteriormente conocido como ViveBús y formalmente llamado Sistema de Transporte Ecológico Bowí, es un sistema de autobús de tránsito rápido (Bus Rapid Transit, en inglés) que presta servicio en la ciudad de Chihuahua, Chihuahua, México. Su planificación, construcción y operación está bajo control de la Dirección de Transporte del Gobierno del Estado de Chihuahua. Cuenta actualmente con una sola línea troncal, inaugurada el 24 de agosto de 2013, que recorre de sur a norte con 20,44 km (12,7 mi).

## Antecedentes
La elaboración del Plan Sectorial de Movilidad Urbana Sustentable (PSMUS) arrancó por iniciativa del Instituto Municipal de Planeación (IMPLAN) y ha sido financiado por los tres niveles de gobiernos.
El Plan fue sometido a dos consultas públicas de acuerdo a lo establecido en la Ley de Desarrollo Urbano para luego firmarse el Convenio de Concertación y Coordinación de Acciones entre el Gobierno del Estado de Chihuahua, el Ayuntamiento de Chihuahua y los concesionarios de transporte público, en donde se plasman los compromisos generales para la implementación del Plan Sectorial de Movilidad Urbana Sustentable (PSMUS).
El Plan Sectorial de Movilidad Urbana Sustentable es aprobado por el Ayuntamiento del Municipio de Chihuahua para luego ser publicado en el Periódico Oficial n.º 99. En seguimiento se elabora el Proyecto Ejecutivo del Corredor Troncal Norte-Sur.
Posteriormente fueron autorizados por parte del Fondo Nacional de Infraestructura 222.9 millones de pesos como apoyo no recuperable, equivalente al 50% del total de la inversión pública de obra destinada a la construcción de la infraestructura necesaria para la puesta en marcha del corredor troncal.

## Red

### Primera Ruta Troncal
El sistema cuenta con una ruta troncal, la Línea 1  empieza en la "Terminal Sur" ubicada en el Bulevar Juan Pablo II esquina con Prolongación de la Avenida Pacheco, y la "Terminal Norte" ubicada en la Avenida Tecnológico esquina con Avenida Homero. Entre las 2 terminales se encuentran las 42 estaciones que cruzan la ciudad . La construcción fue iniciada a principios de 2012. Cuenta con 42 estaciones y dos terminales, con 20.44 km de longitud, siendo 16.9 km de carril confinado y además está construida en forma dada que cruza la ciudad de sur a norte.
Fue inaugurada por el gobernador César Duarte Jáquez y el presidente municipal Marco Adán Quezada Martínez el 24 de agosto de 2013 iniciando operaciones al día siguiente.
La línea cuenta con dos itinerarios:
- De sur a norte.
- De norte a sur.

La ruta troncal uno, cuenta con una flotilla de 84 camiones que cuentan además con, aire acondicionado, conexión a Internet Wi-Fi, trasbordo a nivel y accesos para personas discapacitadas. 
En la segunda mitad del mes de mayo con motivo de la Feria Internacional Santa Rita Expogan, todo el sistema amplía su horario hasta la 1:00 de la mañana, además de que se crea una pequeña ruta con camiones de la Ruta Troncal que llevan a la gente gratis a las instalaciones de la Feria a un lado de la vieja fundidora de Ávalos desde la Terminal Sur, agregándose así otra estación llamada "Feria de Santa Rita Expogan". El sistema también aumenta su horario la noche/madrugada del 15 de septiembre con motivo de las Fiestas Patrias.
El 6 de julio de 2017, el gobierno del estado de Chihuahua en conjunto con el Ayuntamiento de Chihuahua anunció que construiría una ampliación de la ruta troncal 1 del sistema de transporte urbano, la cual iniciaría en la terminal norte y finalizaría en una nueva estación intermodal frente a la deportiva José "Pistolas" Meneses.
El 20 de diciembre de 2017, se da a conocer el nuevo nombre para ViveBús a través de la realización de un concurso, el nombre elegido es: MetroBús Chihuahua, posteriormente se realizará el cambio de imagen en el sistema.

### Segunda Ruta Troncal
A mediados de 2015, fue anunciada la construcción de otra ruta troncal del ViveBús, que medirá 18 km, y que atravesará el Periférico de la Juventud y contará con aproximadamente 44 estaciones. La segunda ruta troncal iniciará su construcción en 2016.
En julio de 2015 el Banco Nacional de Obras y Servicios Públicos autorizó al Estado de Chihuahua los recursos federales para la construcción de la segunda ruta troncal, que se espera este iniciando su construcción en agosto del mismo año.
El 6 de julio de 2017, el gobierno del estado de Chihuahua en conjunto con el Ayuntamiento de Chihuahua anunció que construiría la ruta troncal 2 del sistema de transporte urbano, la cual finalmente se decidió que recorrería la ciudad iniciando en la Av. Silvestre Terrazas y Av. de la Juventud, recorriendo esta última hasta su cruce con la Av. Homero, tomando sentido hacia el este llegando a la terminal norte.

### Tercera Ruta Troncal
El 6 de julio de 2017, el gobierno del estado de Chihuahua en conjunto con el Ayuntamiento de Chihuahua anunció que construiría la ruta troncal 3 del sistema de transporte urbano, la cual finalmente se decidió que recorrería la ciudad iniciando en la Av. 20 de Noviembre, recorriendo la Av. Ricardo Flores Magón tomando finalmente la Av. Silvestre Terrazas hasta finalizar en su cruce con la Av. de la Juventud en una nueva terminal, contando con 17 estaciones.

### Rutas de Alimentación
Están conformadas por 66 rutas que trasladan a las terminales (Sur y Norte) y a algunas estaciones desde distintos puntos de la ciudad.
Son administradas por 12 empresas pertenecientes a los sindicatos de la CTM y del CATEM (Anteriormente CNOP)

### Ciclovía
Es un carril confinado para bicicletas. Cuenta con 16 km (9,94 mi), está delimitado, señalizado y dividido en tres sectores de la ciudad (Norte, Centro y Sur) .
Ha sido profundamente criticado ya que ha sido construido de forma discontinúa y desorganizada.

### Sistema de pago

##### Tarjetas digitales
El sistema de pago originalmente era digital, mediante tarjetas que se pueden recargar en las Terminales Norte y Sur así como en las 44 Estaciones y en 160 tiendas Oxxo en la ciudad.
Tarjetas de uso general
Podían ser utilizadas por todas las personas, ser compradas y recargadas en los centros autorizados. Tenían un costo de MXN$ 20,00 además del importe del primer viaje, correspondiente a MXN$ 7.00 pesos.
Tarjetas de uso preferencial
Podían ser utilizadas por estudiantes, integrantes de etnias indígenas, adultos mayores y personas con discapacidad. Estas tarjetas brindaban un 50% de descuento (MXN$ 3.50).

##### Sistema de pago en la actualidad
Después de que el ViveBús terminara con el sistema de pago en efectivo de manera oficial, el sistema de transporte de la ciudad de Chihuahua regresó a forma tradicional de pago con el uso de credencial. Todo esto con un leve aumento a la tarifa de las rutas alimentadoras.
Durante las siguientes semanas, las unidades de las rutas alimentadoras comenzaron a recorrer las rutas tradicionales. Finalmente, solo unas cuantas rutas quedaron como estaban antes del sistema del ViveBús.
Tarifas
El costo del servicio tiene tarifa preferencial para estudiantes, indígena, personas con movilidad limitada y adultos mayores presentando su credencial, siendo finalmente de $5.00 pesos en el caso de la ruta troncal, $6.00 pesos en el caso de rutas alimentadoras. Para el resto de las personas la aportación económica es correspondiente a $10.00 pesos en el caso de la ruta troncal con la credencial general, $12.00 pesos en el caso de rutas alimentadoras.

### Horarios
De lunes a domingo, la salida de la primera unidad desde las Terminales Norte y Sur es a las 5:30 am. La llegada de la última unidad a las Terminales Norte y Sur es a las 10:30 pm.

## Parque vehicular

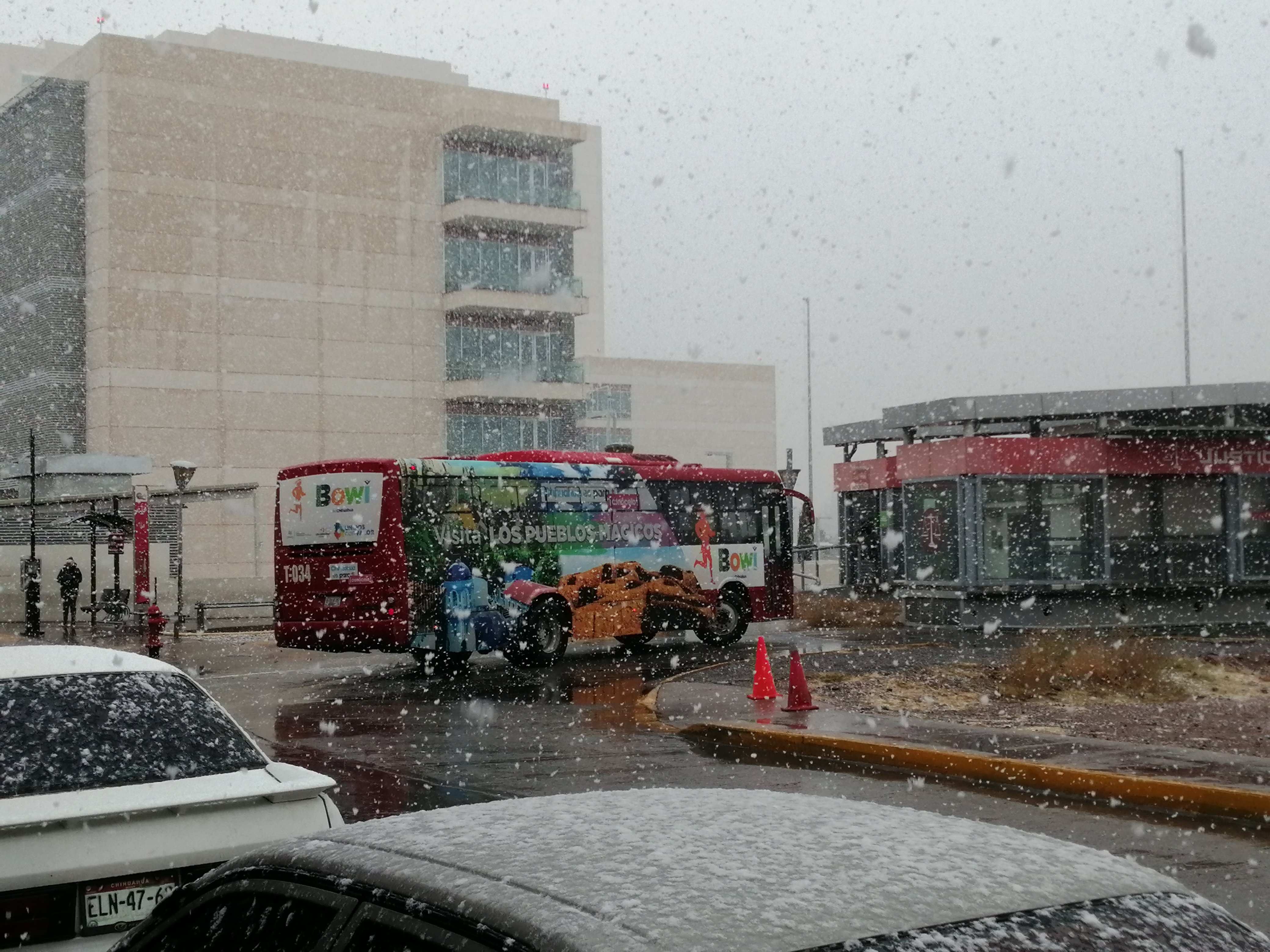
Unidad de transporte Bowí durante una nevada arribando a la estación de Justicia en Chihuahua capital.

### Autobús Gas Natural
10 autobuses GNC.
Características:
- 10.5 metros de largo.
- Capacidad para 29 asientos.
- Motor Yuchai de Gas Natural
- Frenos ABS
- Área exclusiva para discapacitados
- Transmisión Manual

Modelo: *ANKAI modelo HFF6100C39C'
15 autobuses GNC.
Características:
- 11.4 metros de largo.
- Capacidad para 33 asientos.
- Motor Yuchai de Gas Natural
- Frenos ABS
- Área exclusiva para discapacitados
- Transmisión Allison automática

Modelo: *ANKAI modelo HFF6110C50C'

## Aplicaciones
En febrero del 2018 un estudiante del ITCHII desarrolló y lanzó al público BusCUU, aplicación móvil en la cual los usuarios de transporte público pueden consultar la ubicación de las estaciones del ViveBús Chihuahua, el recorrido de las distintas rutas alimentadoras e información adicional como la frecuencia de paso de cada autobús y horarios. 
Además de ello incluye la ubicación de los más de 100 sitios de taxi y transporte foráneo de la ciudad y sus números de contacto.
La aplicación está disponible actualmente solo para dispositivos Android, teniendo como alternativa de consulta la página web BusCUU.com.

## Controversias
- Desde el inicio de la construcción del sistema hubo polémica en torno a éste debido a que su construcción ocasionó muchos problemas de tráfico en la ciudad.
- Días antes de iniciar salió una controversia dado que había habido mucha desinformación respecto al cambio en el sistema de pago, cosa que generó que a unos días de iniciar fueran pocos los usuarios que contaban con su tarjeta digital y se hicieran largas filas para obtener una tarjeta de pago.[14]
- Dos días antes de iniciar el sistema, hubo una huelga por parte de los choferes en la que pararon todos los autobuses en la ciudad exigiendo que no se implementara el ViveBús.[15] A la manifestación tuvo que acudir la policía para pararla.[16]
- Durante los primeros días de operación existían muchas quejas dado que el servicio de las rutas alimentadoras era muy irregular y los autobuses de la Ruta Troncal no se daban abasto.[17]
- De inicio causó molestias a los automovilistas ya que el sistema al contar con carril de uso preferencial quitaba un carril a los automóviles y causaba la prohibición de las vueltas a la izquierda en las avenidas y calles por donde pasa, esto último causando decenas de accidentes viales en sus primeros meses de operación.[18]
- A unos días de haber iniciado, hubo varias protestas que le bloquearon el paso a la Ruta Troncal pidiendo la eliminación del nuevo sistema y el retorno del viejo.[19]
- El sistema tuvo de entrada bastantes críticas en las redes sociales, que pedían no se implementara.
- El sistema ha generado molestias en algunos ciudadanos dado que tienen que tomar 2 o 3 autobuses para llegar a su destino.[20]
- El Partido Acción Nacional utilizó al ViveBús y una posible alza en el precio como propaganda política.[21]
- El sistema fue pausado en varias ocasiones por los choferes, que reclamaban en pro de los concesionarios un aumento a la tarifa[22] y de igual forma otras veces pidiendo mejores condiciones de trabajo.[23]
- En mayo de 2014, el Partido Acción Nacional Municipal, realizó el concurso Mi Peor Historia en el ViveBús, en el que invitaba a los ciudadanos a enviar fotos o vídeos en los que se viera la "ineficacia" del sistema.[24]
- El ViveBús ha sido criticado por los accidentes que ha tenido.
- Dada las deudas de la vieja administración y los malos manejos de la Coordinadora de Transporte Colectivo de Chihuahua S.A. de C.V., provocó que el 17 de mayo de 2014 el Gobierno del Estado tomara el control de la Ruta Troncal existente en ese entonces.[25]
- El 26 de junio de 2015, ante la continuidad de los malos manejos de la Coordinadora de Transporte Colectivo de Chihuahua S.A. de C.V. el resto del sistema fue expropiado ese día.[26]
- El 11 de agosto de 2015, los chóferes del ViveBús se declaran en huelga por la falta de pagos de sus créditos de INFONAVIT. Ante esta situación, media ciudad se quedó varada por lo cual mucha gente fue transportada en patrullas.[27] El gobernador comentó que inclusive traería camiones de la luna.[28]
- En febrero de 2016 el candidato del Partido Acción Nacional a la Gubernatura del Estado, Javier Corral Jurado aseguró que de llegar a ser Gobernador el cambiaría el nombre al ViveBús y que si de ser necesario volver al sistema viejo en lo que se rediseñaba el sistema lo haría.[29]
- El 23 de marzo del 2016 los chóferes del sistema hicieron un paro de labores, debido a que supuestamente no les querían pagar un adeudo por horas extra trabajadas. El paro afectó a 150 mil chihuahuenses y duró todo el día.
- El 27 de junio del 2016 Se hace oficial el fracaso del vivebus. El director de Transporte regresa el sistema al tradicional anterior.[30]